# Avraham Michaeli
Avraham Michaeli (hebrejsky: אברהם מיכאלי, narozen 29. března 1957) je izraelský politik a poslanec Knesetu za stranu Šas.

## Biografie
Narodil se ve městě Kulaši v Sovětském svazu (dnešní Gruzie) a aliju do Izraele podnikl 29. června 1971. Vystudoval právo na Bar-Ilanově univerzitě, kde získal roku 1984 titul LLB. Ve volbách v roce 2006 byl zvolen poslancem Knesetu za stranu Šas. Svůj poslanecký mandát obhájil i v následujících volbách v roce 2009. V prosinci 2010 byl jedním ze třiceti pěti poslanců, kteří se podepsali pod petici iniciovanou poslankyní Cipi Chotovely, která žádá izraelskou vládu o anexi města Ariel na Západním břehu Jordánu. Ve volbách v roce 2013 svůj poslanecký mandát obhájil.
Žije ve městě Or Jehuda.